# Wählergemeinschaft der Fliegergeschädigten
Die Wählergemeinschaft der Fliegergeschädigten (vollständiger Name Wählergemeinschaft der Fliegergeschädigten, Evakuierten und Kriegsgeschädigten, kurz WdF) war eine Wählergemeinschaft in Bremen in der Zeit von 1950 bis 1955. Sie war eine Organisation der nach dem Ende des Zweiten Weltkrieges aus ihrer Heimat vertriebenen Deutschen und betrieb eine entsprechende Interessenpolitik.

## Geschichte
Während ihres fünfjährigen Bestehens trat sie nur einmal 1951 im Wahlbereich Bremen zur Landtagswahl an und hatte auch nur in diesem Bundesland einen Landesverband. Die WdF hatte ungefähr 500 Mitglieder. Sie löste sich 1955 ohne offizielle Nachfolgeorganisation auf.
Im Wahlbereich Bremen erreichte sie mit 14.355 gültigen abgegebenen Stimmen 5,3 %. Damit war sie zwischen 1951 und 1955 mit vier Abgeordneten in der Bremischen Bürgerschaft vertreten. Im Wahlbereich Bremerhaven hatte sie sich nicht zur Wahl gestellt. Der BHE als direkter Konkurrent klagte als zweite Klientelpartei für Vertriebene gegen das Ergebnis, weil er mit insgesamt 18.744 gültigen Stimmen nur zwei Abgeordnete aus dem Wahlbezirk Bremerhaven erhielt, dies aufgrund des Verfehlens der Fünf-Prozent-Sperrklausel mit 13.368 Stimmen und 4,9 % im Wahlbezirk Bremen. Die Klage wurde vom Wahlprüfungsgericht der Hansestadt Bremen abgewiesen. Sprecher der Landtagsgruppe war Wilhelm Pohlmann bis zu seinem Tod im Mai 1954. In dem Amt folgte ihm Friedrich Hohrmann nach. Zweiter Vorsitzender war Hermann Strowich. Ab Mai 1955 bildete die WdF gemeinsam mit der BHE-Gruppe eine Fraktion. Die WdF war die erste und bis zum Einzug der Statt Partei in die Hamburgische Bürgerschaft 1993 die einzige Wählergemeinschaft, der es gelang, Mandate in einem Landesparlament zu erzielen.
Die politische Verortung der WdF ist uneinheitlich. Während sie von manchen Politikwissenschaftlern als rechtsgerichtete politische Organisation eingeordnet wird, sehen sie andere als „Klientelpartei der Mitte“, die spezifisch die Interessen ihrer Wähler vertreten wollte.
Sie wird als Vorläuferorganisation des BHE/GB betrachtet und trat zur Bürgerschaftswahl 1955 nicht mehr an.
Die Wählergemeinschaft der Fliegergeschädigten, Vertriebenen und Währungsgeschädigten mit derselben Kurzbezeichnung WdF erhielt 1956 im Stadtrat von München ein Mandat.